# Det är min modell
Det är min modell är en svensk komedifilm från 1946 regisserad av Gustaf Molander.

## Handling
Dora flyttar in till Erik för att bli hans modell. Tre män från ett ordenssällskap låtsas intressera sig för hans konst, men det är Dora som är det verkliga intresset. Dora försöker få de tre att starta en kommitté för ett nytt nationalmonument som Erik ska få göra och hon själv stå som modell för.

## Om filmen
Filmen spelades in i Filmstaden, Gamla riksdagshuset och Norrbro. Den är tillåten från 15 år och hade premiär den 23 september 1946 på biograf Victoria i Göteborg och biograf Spegeln i Stockholm.

## Rollista
- Maj-Britt Nilsson - Dora Svensson
- Alf Kjellin -  Erik "Jerker" Lunde
- Olof Winnerstrand - greve Svante Piehl
- Stig Järrel - generalkonsul Redel
- Oscar Winge - riksdagsman Filip Gregersson
- Marianne Löfgren -	Vera Lund
- Anna-Lisa Baude - Svea Ohlsson
- Georg Funkquist - Allan Rune
- Wiktor "Kulörten" Andersson - "Plattis" Johansson

### Ej krediterade
- Artur Rolén - ordensceremonimästare
- Georg Fernquist - ordensbroder
- Erland Colliander - ordensbroder
- Carl Ericson - ordensbroder
- Paul Hagman - ordensbroder
- Karl Erik Flens - redaktör
- Ernst Brunman - redaktör Håkansson
- Ingemar Holde - redaktionspojke
- Sven Bergvall - general Leijonflycht, medlem i nationalmonumentskommittén
- Carl-Gunnar Wingård - medlem i nationalmonumentskommittén
- Olav Riégo - biskop Ekkvist, medlem i nationalmonumentskommittén
- Margot Ryding - grevinnan Agatha von Sommerfeldt, medlem i nationalmonumentskommittén
- Margit Andelius - medlem i nationalmonumentskommittén
- Erik Rosén - medlem i nationalmonumentskommittén
- Gösta Gustafson - medlem i nationalmonumentskommittén
- Edvard Danielsson - medlem i nationalmonumentskommittén
- Theodor Olsson - medlem i nationalmonumentskommittén
- Anna-Lisa Fröberg - medlem i nationalmonumentskommittén
- Oscar Heurlin - medlem i nationalmonumentskommittén
- Hartwig Fock - rockvaktmästare på Den Gyldene Tunnan
- Hugo Tranberg - rockvaktmästare på Den Gyldene Tunnan
- Inga Gill - servitris på Den Gyldene Tunnan
- Håkan Norlén - sångare och gitarrist på Den Gyldene Tunnan
- Nils "Banjo-Lasse" Larsson	- sångare och gitarrist på Den Gyldene Tunnan
- Mimi Nelson - gäst på Den Gyldene Tunnan
- Jarl Kulle - gäst på Den Gyldene Tunnan
- Åke Engfeldt - gäst på Den Gyldene Tunnan
- Holger Höglund - gäst på Den Gyldene Tunnan
- Suzanne Schou - gäst på Den Gyldene Tunnan
- Gunnar Öhlund - gäst på Den Gyldene Tunnan
- Anders Andelius - gäst på Den Gyldene Tunnan
- Marianne Stjernqvist - gäst på Den Gyldene Tunnan

### Ej identifierade
- Carl Deurell - ordensgeneral (bortklippt)
- Erik Forslund - gubbe

## Musik i filmen
- Resultat av plöjningstävlan, text och musik Ulf Peder Olrog, sång Nils "Banjo-Lasse" Larsson och Håkan Norlén
- A media luz, musik Edgardo Donato
- Jag vill måla dina ögon, text och musik Lille Bror Söderlundh, sång Håkan Norlén
- Polska
- Internationalen, musik Pierre Degeyter
- Luciasången, musik Teodoro Cottrau, svensk text Sigrid Elmblad, sång Maj-Britt Nilsson och Alf Kjellin
- Die Gigerlkönigin, musik Paul Lincke